# Saison 2021-2022 du Paris Saint-Germain
Maillots
Chronologie
Saison précédente Saison suivante
La saison 2021-2022 du Paris Saint-Germain est la 52e saison de son histoire et la 48e saison d'affilée en première division.
Cette saison-là, le club est sacré Champion de France pour la dixième fois de son histoire et égale ainsi le record de l'AS Saint-Étienne.

## Résumé de la saison

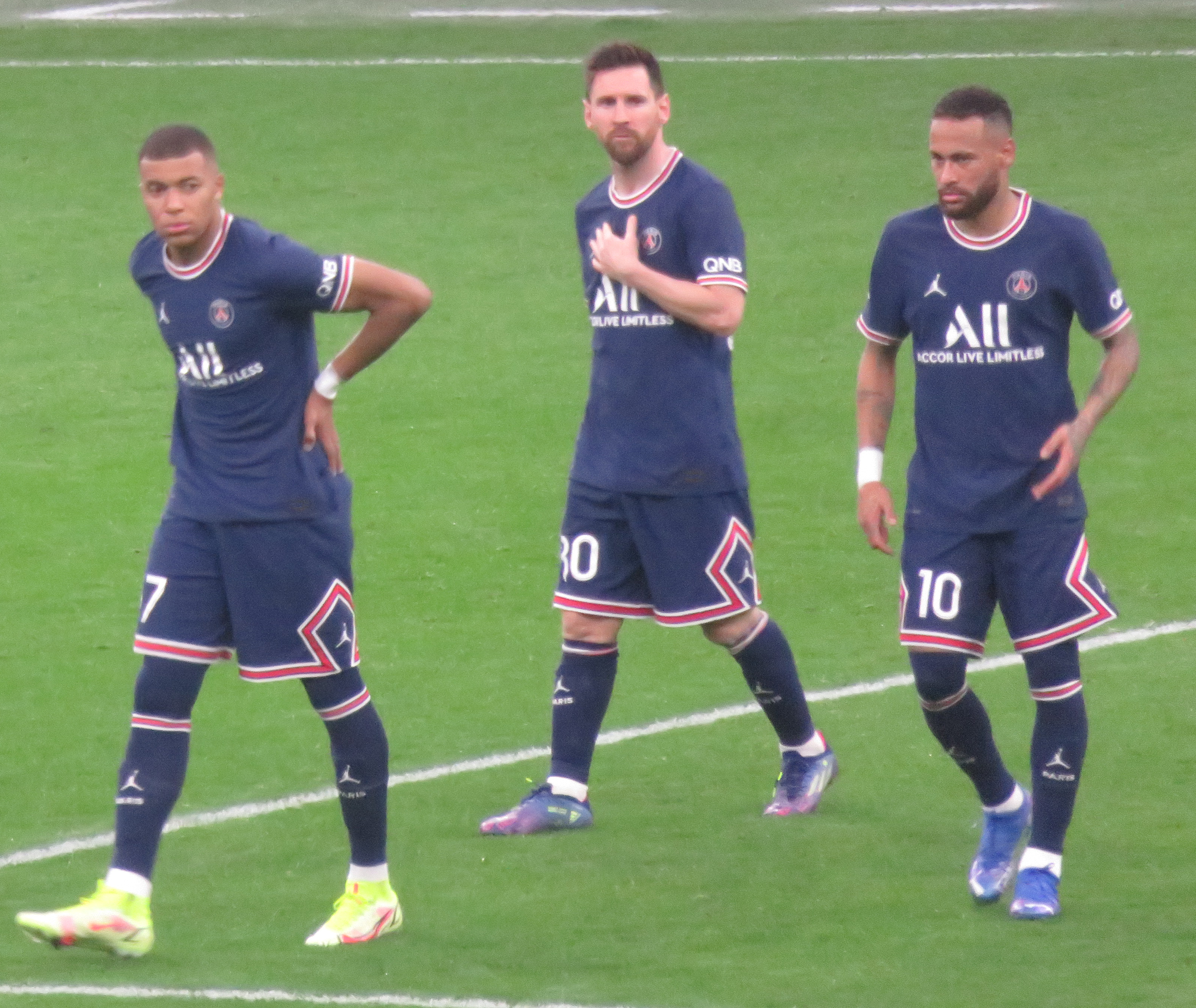
Mbappé, Messi et Neymar, la ”MNM”, en octobre 2021.

À l'occasion du dixième anniversaire de son rachat par Qatar Sports Investments, le PSG marque les esprits en réalisant un mercato historique: après avoir levé l'option d'achat de Danilo Pereira, le club signe libre de tout contrat Georginio Wijnaldum, le capitaine des Oranje, et enchaîne en achetant pour 60 millions d'euros (hors bonus) le latéral droit Achraf Hakimi. Ensuite, c'est le légendaire capitaine Sergio Ramos, en fin de contrat avec le Real Madrid, qui arrive dans la capitale française. Puis, vient Gianluigi Donnarumma, le récent vainqueur et meilleur joueur de l'Euro 2020 qui était également arrivé en fin de contrat avec son ancien club. Enfin, contre toute attente, le FC Barcelone ne parvient pas à prolonger le sextuple Ballon d'or Lionel Messi. La Pulga, considéré par certains comme le meilleur joueur de toute l'histoire du football, quitte alors son club de toujours et débarque à Paris. Dans les dernières heures du mercato, le club fait venir en prêt avec option d'achat Nuno Mendes, l'arrière gauche très prometteur du Sporting CP. Pablo Sarabia fait quant à lui le chemin inverse pour une saison en prêt. Alessandro Florenzi et Moise Kean ne sont pas conservés à l'issue de leurs prêts, Mitchel Bakker est vendu en Allemagne et Alphonse Aréola ainsi que quelques jeunes joueurs sont prêtés. 

La saison 2021-2022 débute par une défaite 1-0 au Trophée des champions 2021 face au LOSC Lille. Cet échec met fin à une série de 8 titres consécutifs pour les Parisiens dans cette compétition. Malgré les absences de plusieurs joueurs internationaux en début de saison, le PSG se rattrape en Ligue 1, gagne ses 8 premiers matchs et prend la tête du classement à l'issue de la 3e journée. Mais, pour la première de la MNM en tant que titulaire, l'équipe est tenue en échec (1-1) lors la première rencontre européenne de la saison sur la pelouse du Club Brugge. Par la suite, le PSG signe deux victoires à domicile contre Manchester City (2-0) avec le premier but de Leo Messi, puis contre le RB Leipzig (3-2). Cependant, le PSG connaît deux déceptions consécutives face à ces deux clubs lors de la phase retour (match nul 2-2 en Allemagne puis défaite 2-1 à Manchester) et doit se contenter de la 2e place du groupe. En Ligue 1, le PSG est champion d'automne avec une confortable avance de 13 points sur son dauphin niçois à la trêve. En parallèle, Lionel Messi gagne son septième Ballon d'or tandis que Donnarumma devient le premier gardien parisien de l'histoire à remporter le Trophée Yachine.

En huitièmes de finale de la Ligue des champions, face au Real Madrid, le PSG aborde sereinement le match retour grâce à sa nette domination du match aller conclu par une victoire 1-0 sur sa pelouse. Paris ouvre le score au Stade Santiago-Bernabéu et domine à nouveau son sujet. Mais l'équipe s'effondre brusquement et encaisse 3 buts en moins de 20 minutes sur de grossières erreurs défensives. Le PSG est alors éliminé au stade des huitièmes de finale pour la quatrième fois de l'ère QSI, la troisième fois après un scénario catastrophe. Éliminé prématurément lors des huitièmes de finale de la Coupe de France face à l'OGC Nice (0-0, 5-6 tab) quelques semaines plus tôt, le club parisien n'ira pas non plus en finale de la coupe nationale pour la première fois depuis 2014. Les joueurs Parisiens se focalisent donc sur la Ligue 1, qu'ils remportent le 23 avril 2022. Il s'agit du dixième titre de champion de France du Paris Saint-Germain, inaudible aux yeux des supporters parisiens, égalant ainsi le record de l'AS Saint-Étienne. Le sourire revient lors du dernier match de la saison avec l'annonce inattendue de la prolongation pour 3 saisons supplémentaires de l'attaquant star Kylian Mbappé, pourtant longtemps annoncé en partance pour le Real Madrid. Au cours de ce match, les ultras du Virage Auteuil mettent également fin à la grève des encouragements commencée après la déconvenue à Madrid. Le soir même, le directeur sportif Leonardo, sous le feu des critiques depuis plusieurs mois, est limogé.

## Préparation d'avant-saison
La reprise de l'entraînement au Camp des Loges a eu lieu le lundi 5 juillet 2021.

## Transferts

### Transferts estivaux
| Nom                     | Nationalité | Poste     | Transfert                              | Provenance/Destination   | Division           |
| ----------------------- | ----------- | --------- | -------------------------------------- | ------------------------ | ------------------ |
| Arrivées                |             |           |                                        |                          |                    |
| Achraf Hakimi           | Maroc       | Défenseur | Transfert (60+11 millions d'euros)     | Inter Milan              | Serie A            |
| Danilo Pereira          | Portugal    | Milieu    | Transfert (16 millions d'euros)        | FC Porto                 | Liga Portugal BWIN |
| Lenny Manisa            | France      | Défenseur | Transfert (400 000 euros)              | EA Guingamp -19 ans      | National U19       |
| Gianluigi Donnarumma    | Italie      | Gardien   | Transfert libre                        | AC Milan                 | Serie A            |
| Lionel Messi            | Argentine   | Attaquant | Transfert libre                        | FC Barcelone             | LaLiga Santander   |
| Sergio Ramos            | Espagne     | Défenseur | Transfert libre                        | Real Madrid              | LaLiga Santander   |
| Georginio Wijnaldum     | Pays-Bas    | Milieu    | Transfert libre                        | Liverpool FC             | Premier League     |
| Nuno Mendes             | Portugal    | Défenseur | Prêt payant (7 millions d'euros)       | Sporting CP              | Liga Portugal BWIN |
| Alphonse Areola         | France      | Gardien   | Retour de prêt                         | Fulham FC                | Premier League     |
| Marcin Bułka            | Pologne     | Gardien   | Retour de prêt                         | LB Châteauroux           | Ligue 2            |
| Eric Junior Dina-Ebimbe | France      | Milieu    | Retour de prêt                         | Dijon FCO                | Ligue 1            |
| Bandiougou Fadiga       | France      | Milleu    | Retour de prêt                         | Stade brestois 29        | Ligue 1            |
| Garissone Innocent      | France      | Gardien   | Retour de prêt                         | SM Caen                  | Ligue 2            |
| Arnaud Kalimuendo       | France      | Attaquant | Retour de prêt                         | RC Lens                  | Ligue 1            |
| El Chadaille Bitshiabu  | France      | Défenseur | Premier contrat professionnel          | PSG -19 ans              | National U19       |
| Moutanabi Bodiang       | France      | Défenseur | Premier contrat professionnel          | PSG -19 ans              | National U19       |
| Lucas Lavallée          | France      | Gardien   | Premier contrat professionnel          | LOSC Lille B             | National 3         |
| Kaïs Najeh              | Maroc       | Défenseur | Premier contrat professionnel          | PSG -19 ans              | National U19       |
| Mathyas Randriamamy     | Madagascar  | Gardien   | Premier contrat professionnel          | PSG -19 ans              | National U19       |
| Daouda Weidmann         | France      | Milieu    | Premier contrat professionnel          | PSG -19 ans              | National U19       |
| Départs                 |             |           |                                        |                          |                    |
| Mitchel Bakker          | Pays-Bas    | Défenseur | Transfert (7+3 millions d'euros)       | Bayer Leverkusen         | Bundesliga         |
| Maxen Kapo              | France      | Milieu    | Rupture de contrat (20 % à la revente) | FC Lausanne-Sport        | Super League       |
| Alphonse Areola         | France      | Gardien   | Prêt                                   | West Ham                 | Premier League     |
| Thierno Baldé           | France      | Défenseur | Prêt                                   | Le Havre AC              | Ligue 2            |
| Marcin Bułka            | Pologne     | Gardien   | Prêt                                   | OGC Nice                 | Ligue 1            |
| Garissone Innocent      | Haïti       | Gardien   | Prêt                                   | Vannes OC                | National 2         |
| Arnaud Kalimuendo       | France      | Attaquant | Prêt                                   | RC Lens                  | Ligue 1            |
| Kenny Nagera            | France      | Attaquant | Prêt                                   | SC Bastia                | Ligue 2            |
| Timothée Pembélé        | France      | Défenseur | Prêt                                   | FC Girondins de Bordeaux | Ligue 1            |
| Pablo Sarabia           | Espagne     | Milieu    | Prêt                                   | Sporting CP              | Liga Portugal BWIN |
| Alessandro Florenzi     | Italie      | Défenseur | Fin du prêt                            | AS Roma                  | Serie A            |
| Moise Kean              | Italie      | Attaquant | Fin du prêt                            | Everton FC               | Premier League     |
| Kays Ruiz-Atil          | France      | Milieu    | Fin de contrat                         | FC Barcelone B           | Segunda División B |

### Transferts hivernaux
| Nom                    | Nationalité | Poste     | Transfert                           | Provenance/Destination | Division           |
| ---------------------- | ----------- | --------- | ----------------------------------- | ---------------------- | ------------------ |
| Arrivées               |             |           |                                     |                        |                    |
| Garissone Innocent     | Haïti       | Gardien   | Retour de prêt                      | Vannes OC              | National 2         |
| Kenny Nagera           | France      | Attaquant | Retour de prêt                      | SC Bastia              | Ligue 2            |
| Younes El Hannach      | France      | Défenseur | Premier contrat professionnel       | PSG -19 ans            | National U19       |
| Départs                |             |           |                                     |                        |                    |
| Bandiougou Fadiga      | France      | Milieu    | Transfert libre (20 % à la revente) | Olympiakos Le Pirée    | Superleague Elláda |
| Teddy Alloh            | France      | Défenseur | Prêt                                | KAS Eupen              | Division 1A        |
| Kenny Nagera           | France      | Attaquant | Prêt                                | US Avranches           | National           |
| Samuel Noireau-Dauriat | France      | Attaquant | Prêt                                | S.P.A.L.               | Serie B            |
| Rafinha                | Brésil      | Milieu    | Prêt                                | Real Sociedad          | LaLiga Santander   |
| Sergio Rico            | Espagne     | Gardien   | Prêt                                | RCD Majorque           | LaLiga Santander   |

## Compétitions
| Championnat de France | Ligue des champions                                | Coupe de France                                   | Trophée des champions           |
| --------------------- | -------------------------------------------------- | ------------------------------------------------- | ------------------------------- |
| Vainqueur 90 points   | Huitièmes de finale face au Real Madrid (1-0, 3-1) | Huitièmes de finale face l'OGC Nice (0-0, 5-6tab) | Finale face au LOSC Lille (1-0) |
| 26V 8N 4D             | 4V 2N 2D                                           | 2V 1N 0D                                          | 0V 0N 1D                        |
| TOTAL : 32V 11N 7D    |                                                    |                                                   |                                 |

### Trophée des champions
Prévu le 1er août 2021, l'édition 2021 du Trophée des Champions s'est déroulé au Stade Bloomfield de Tel Aviv, en Israël. Cette édition de la compétition a opposé le LOSC Lille, champion de France de l'édition 2020-2021 de la Ligue 1, au Paris Saint-Germain, vainqueur de l'édition 2020-2021 de la Coupe de France.
Le club parisien démarre donc sa saison le 1er août 2021 par le Trophée des champions 2021 face au LOSC. En l'absence des internationaux, Mauricio Pochettino et son staff ne trouvent pas la solution face aux lillois et le club concède la première défaite (1-0) de sa saison malgré une large domination parisienne. Cette rencontre fera également parler d'elle notamment sur les réseaux sociaux, à la suite des sifflets constants de la part d'un grande partie des israéliens présents dans le stade envers le nouveau latéral parisien Achraf Hakimi, qui comme à l'image de plusieurs joueurs dans le monde, avait exprimé son avis vis-à-vis des évènements récents entre la Palestine et Israël.
| Trophée des champions                             | LOSC Lille                         | 1 - 0   | Paris Saint-Germain                                                             | Stade Bloomfield, Tel Aviv-Jaffa, Israël                                                         |                                                                                                  |
| Dimanche 1er août 2021 21h00 UTC+3 (heure locale) | ( Burak Yılmaz) Xeka 45e           | (1 - 0) |                                                                                 | Spectateurs : 29 000 Diffuseur : Prime Video Arbitrage : Yigal Frid Arbitre vidéo : David Fuxman | Spectateurs : 29 000 Diffuseur : Prime Video Arbitrage : Yigal Frid Arbitre vidéo : David Fuxman |
| Dimanche 1er août 2021 21h00 UTC+3 (heure locale) | Luiz Araújo 78e · Léo Jardim 90+2e | Rapport | 30e Thilo Kehrer · 52e Abdou Diallo · 84e Julian Draxler · 90+4e Danilo Pereira | Spectateurs : 29 000 Diffuseur : Prime Video Arbitrage : Yigal Frid Arbitre vidéo : David Fuxman | Spectateurs : 29 000 Diffuseur : Prime Video Arbitrage : Yigal Frid Arbitre vidéo : David Fuxman |

### Championnat
La Ligue 1 2021-2022 est la quatre-vingt-quatrième édition du championnat de France de football et la vingtième sous l'appellation Ligue 1. Il s'agit de la deuxième saison consécutive où la Ligue 1 a pour sponsor principal la plateforme de livraison de repas à domicile Uber Eats, donnant l'appellation Ligue 1 Uber Eats depuis 2020. La division oppose vingt clubs en une série de trente-huit rencontres, chaque club se rencontrant à deux reprises. Les meilleurs de ce championnat se qualifient pour les coupes d'Europe. Le premier et le deuxième sont qualifiés pour les phases de groupe de la Ligue des champions, tandis que le troisième disputera le troisième tour de qualification de cette compétition. Le quatrième, au même titre que le vainqueur de la Coupe de France 2022, sera qualifié pour les phases de groupe de la Ligue Europa. Depuis la saison précédente, le cinquième de Ligue 1 disputera les barrages de la Ligue Europa Conférence, troisième compétition européenne qui voit le jour lors de cette saison. Le Paris Saint-Germain participe à cette compétition pour la quarante-neuvième fois de son histoire et la quarante-huitième fois de suite depuis la saison 1974-1975, ce qui constitue un record au niveau national.
Cette saison, le Championnat de France a commencé le vendredi 6 août 2021 et se terminera le samedi 21 mai 2022. Une trêve hivernale aura lieu après la 19e journée programmée le mercredi 22 décembre 2021.

#### Journées 1 à 5
De retour en France après un match à Tel Aviv, en Israël, pour disputer le Trophée des champions 2021, les joueurs du Paris Saint-Germain se déplacent à Troyes afin d'affronter le promu à l'occasion de la première journée de championnat. Malgré l'ouverture du score des troyens sur un corner transformé par Oualid El Hajjam à la 9e min, les Parisiens se reprennent rapidement et voient une dizaine de minutes plus tard, Achraf Hakimi inscrire son premier but sous les couleurs du club puis Mauro Icardi dans la foulée donner l'avantage au club de la capitale qui restera le même (1-2) jusqu'à la fin de la rencontre. Une semaine plus tard, Strasbourg se déplace pour la seconde journée de Ligue 1 devant un Parc des Princes en folie car en plus d'être le premier match à domicile devant tout le public depuis la pandémie de Covid-19, peu avant la rencontre le club de la capitale présente son impressionnant mercato estival composé du défenseur espagnol Sergio Ramos, le milieu de terrain néerlandais Georginio Wijnaldum, le latéral marocain Achraf Hakimi, le gardien de but italien champion d'Europe Gianluigi Donnarumma et le sextuple ballon d'or argentin Lionel Messi. L'événement est couvert par les médias du monde entier et vivement commenté notamment dû à l'arrivée de l'Argentin. Les Parisiens s'imposent 4 buts à 2 face aux Strasbourgeois pour cette deuxième journée de championnat et pour leur première prestation à domicile.

#### Journées 6 à 10
Le PSG entame sa 6 journées de championnat face à Lyon. Une petite victoire, 2 buts à 1, Paris est mené au score à la 54e minutes. Un penalty marqué par Neymar va permettre au bleu et rouge de respirer. Un second but après 2e minute de temps additionnel marqué par Icardi confirmera la victoire. Face à Metz, Hakimi marque un doublé, un but à la 5e et à la 90+5e minutes vont permettre à Paris de s'imposer. Lors du match à domicile face à Montpellier, les deux buteurs parisiens du match sont Gueye à la 14e minutes de jeu et Draxler à la 88e. Cependant, c'est face au stade Rennais que le Psg encaisse sa première défaite du championnat de ligue 1 pour cette saison. Un but juste avant la mi-temps à la 45e et juste au retour des joueurs à la 46e minute. Lors de sa 10 journées de championnat le PSG joue à domicile face à Angers. Il s'impose (2-1) avec un but de Herrera à la 69e minute et second marqué sur pénal par Mbappé à la 89e.

#### Journées 11 à 15
Lors du match compliqué au Vélodrome, le Paris ne réussit pas à s'imposer au score malgré les nombreuses tentatives menées. Des projectiles seront lancés sur des joueurs parisiens pendant les corners ce qui fera prendre des sanctions importantes contre l'OM par la LFP. De retour au Parc des Princes pour la 12ème journée, la revanche est prise face aux Lillois après Le Trophée des Champions. La victoire est courte (2-1) avec beaucoup de tension et de cartons jaune adressés au LOSC (5 cartons jaunes). Une belle victoire aura lieu au Stade des Girondins de Bordeaux avec un doublé de Neymar. Pour la match face au FC Nantes, un but très rapide de Kylian Mbappé a lieu. À cause d'une mauvaise relance nantaise, il marque un but dès la 2ème minute. Le gardien parisien Kelyor Navas sortira sur carton rouge, touchant le ballon de la main en dehors de sa zone. Pour la 15ème journée du championnat à Saint Etienne, Marquinhos réalise un doublé face aux Verts, Di Maria marquant le 3ème but.

#### Classement
| Rang | Équipe                 | Pts | J  | G  | N | P  | Bp | Bc | Diff | Qualification ou relégation                                                     |
| ---- | ---------------------- | --- | -- | -- | - | -- | -- | -- | ---- | ------------------------------------------------------------------------------- |
| 1    | Paris Saint-Germain    | 86  | 38 | 26 | 8 | 4  | 90 | 36 | +54  | Qualification pour la phase de groupes de la Ligue des champions                |
| 2    | Olympique de Marseille | 71  | 38 | 21 | 8 | 9  | 63 | 38 | +25  | Qualification pour la phase de groupes de la Ligue des champions                |
| 3    | AS Monaco              | 69  | 38 | 20 | 9 | 9  | 65 | 40 | +25  | Qualification pour le troisième tour de qualification de la Ligue des champions |
| 4    | Stade rennais FC       | 66  | 38 | 20 | 6 | 12 | 82 | 40 | +42  | Qualification pour la phase de groupes de la Ligue Europa                       |
| 5    | OGC Nice               | 66  | 38 | 20 | 7 | 11 | 52 | 35 | +17  | Qualification pour les barrages de la Ligue Europa Conférence                   |

1. ↑  Retrait de 1 point.

### Ligue des champions
La Ligue des champions 2021-2022 est la 67e édition de la Ligue des champions, la plus prestigieuse des compétitions européennes inter-clubs. Elle est divisée en deux phases, une phase de groupes, qui consiste en huit mini-championnats de quatre équipes par groupe, les deux premières poursuivant la compétition et la troisième étant repêchée en barrages de la phase à élimination directe de la Ligue Europa.

#### Parcours en Ligue des champions

##### Phase de groupes
| Rang | Équipe              | Pts | J | G | N | P | Bp | Bc | Diff |  | Résultats (▼ dom., ► ext.) |     |     |     |     |
| ---- | ------------------- | --- | - | - | - | - | -- | -- | ---- |  | -------------------------- | --- | --- | --- | --- |
| 1    | Manchester City     | 12  | 6 | 4 | 0 | 2 | 18 | 10 | +8   |  | Manchester City            |     | 2-1 | 6-3 | 4-1 |
| 2    | Paris Saint-Germain | 11  | 6 | 3 | 2 | 1 | 13 | 8  | +5   |  | Paris Saint-Germain        | 2-0 |     | 3-2 | 4-1 |
| 3    | RB Leipzig          | 7   | 6 | 2 | 1 | 3 | 15 | 14 | +1   |  | RB Leipzig                 | 2-1 | 2-2 |     | 1-2 |
| 4    | Club Bruges KV      | 4   | 6 | 1 | 1 | 4 | 6  | 20 | -14  |  | Club Bruges KV             | 1-5 | 1-1 | 0-5 |     |

#### Coefficient UEFA
Ce classement permet de déterminer les têtes de séries dans les compétitions européennes, plus les clubs gagnent des matches dans ces compétitions, plus leur coefficient sera élevé.
| Rang 2021 | Rang 2020 | Évolution | Club                | 2016-2017 | 2017-2018 | 2018-2019 | 2019-2020 | 2020-2021 | Coefficient |
| --------- | --------- | --------- | ------------------- | --------- | --------- | --------- | --------- | --------- | ----------- |
| 1         | 1         | =         | Bayern Munich       | 22,000    | 29,000    | 20,000    | 36,000    | 27,000    | 134,000     |
| 2         | 2         | =         | Real Madrid         | 33,000    | 32,000    | 19,000    | 17,000    | 26,000    | 127,000     |
| 3         | 6         | +3        | Manchester City     | 18,000    | 22,000    | 25,000    | 25,000    | 35,000    | 125,000     |
|           |           |           |                     |           |           |           |           |           |             |
| 8         | 7         | -1        | Paris Saint-Germain | 20,000    | 19,000    | 19,000    | 31,000    | 24,000    | 113,000     |

## Joueurs et encadrement technique

### Encadrement technique
L'équipe parisienne est entraînée par l'Argentin Mauricio Pochettino, qui entame sa deuxième saison avec le club. Entraîneur de 49 ans arrivé au milieu de la saison dernière, Pochettino était auparavant un défenseur international argentin. Il a joué au Paris Saint-Germain de janvier 2001 à juin 2003. Pilier de l'équipe et patron de la défense parisienne, il fut nommé capitaine pour sa dernière saison sous le maillot du PSG (saison 2002-2003). Pochettino commence sa nouvelle carrière d'entraîneur à l'Espanyol de Barcelone en 2009. Arrivé en cours de saison dans un club en grande difficulté pour le maintien en Liga, il sauva le club de la relégation grâce à une excellente fin de championnat. Par la suite, il maintient à nouveau le club en Liga durant 3 saisons avant d'être renvoyé le 26 novembre 2012, malgré ses bons résultats. Quatre mois après, il rejoint Southampton et maintient le club en Premier League en battant au passage plusieurs cadors. Sa deuxième saison en Angleterre est bouclé à la huitième place, l'un des meilleurs classement de l'histoire du club. Son très bon travail avec les Saints le fait repérer par les Spurs de Tottenham à la recherche d'un entraîneur pour la saison suivante. Mauricio Pochettino rejoint le nord de Londres le 27 mai 2014. Finaliste malheureux de la Coupe de la Ligue anglaise dès sa première saison, il obtient le premier podium de Tottenham en championnat depuis 1990 la saison suivante, après une prometteuse cinquième place en 2015. En 2017, son équipe impressionne en Premier League et finit vice-championne d'Angleterre derrière le Chelsea FC. La saison 2018-2019 voit Pochettino et les Spurs réaliser un parcours mythique en Ligue des champions, atteignant la finale au terme d’une double confrontation contre l’Ajax Amsterdam (0-1 ; 2-3). Mais les Spurs de Pochettino chutent lors de la finale 100% britannique face à Liverpool (2-0). Le début de la saison 2019-2020 est compliqué, et Mauricio Pochettino est limogé de son poste d'entraîneur de Tottenham, le 19 novembre 2019. Après plus d'un an sans club, le technicien argentin fait son retour sur un banc de touche au Paris Saint-Germain le 2 janvier 2021. Il remplace l'Allemand Thomas Tuchel, limogé le 29 décembre 2020 après un début de saison très poussif. Le défi est grand pour Pochettino, son prédécesseur ayant remporté deux championnat de France en 2019 et 2020, deux trophées des Champions en 2018 et 2019, ainsi qu'une Coupe de France et une Coupe de la Ligue en 2020. Il a également été nommé meilleur entraîneur de Ligue 1 en 2019 et a atteint la finale de la Ligue des champions en 2020. Si l'Argentin n'est pas parvenu à combler le retard en Ligue 1, il a tout de même réussi à remporter les premiers trophées de sa carrière en tant qu'entraîneur avec un trophée des Champions et une Coupe de France. Il a également hissé le club parisien jusqu'aux demi-finales de la prestigieuse Ligue des champions. Après des premiers mois riches en émotion, le coach parisien a pour mission de faire mieux pour la saison 2021-2022.
Mauricio Pochettino est accompagné de sa propre équipe composée de ses deux fidèles adjoints : son compatriote Miguel D'Agostino et l'espagnol Jesus Perez, de l'ancien international espagnol Toni Jiménez au poste d'entraîneur des gardiens, et enfin de son fils Sebastiano Pochettino comme préparateur physique.

### Effectif professionnel
Le tableau suivant liste l'effectif professionnel du Paris Saint-Germain pour la saison 2021-2022.

### Joueurs prêtés
| P. | Nat. | Nom                | Club en prêt             | Compétition        | Championnat | Championnat | Championnat | Championnat  | Coupe d'Europe | Coupe d'Europe | Coupe d'Europe | Coupe d'Europe | Coupes nationales | Coupes nationales | Coupes nationales | Coupes nationales | Total | Total | Total  | Total        |
| P. | Nat. | Nom                | Club en prêt             | Compétition        | MJ          | B           | Averti      | Carton rouge | MJ             | B              | Averti         | Carton rouge   | MJ                | B                 | Averti            | Carton rouge      | MJ    | B     | Averti | Carton rouge |
| -- | ---- | ------------------ | ------------------------ | ------------------ | ----------- | ----------- | ----------- | ------------ | -------------- | -------------- | -------------- | -------------- | ----------------- | ----------------- | ----------------- | ----------------- | ----- | ----- | ------ | ------------ |
| G  |      | Alphonse Areola    | West Ham                 | Premier League     | 1           | 0           | 0           | 0            | 10             | 0              | 0              | 0              | 6                 | 0                 | 0                 | 0                 | 17    | 0     | 0      | 0            |
| G  |      | Marcin Bułka       | OGC Nice                 | Ligue 1            | 1           | 0           | 0           | 0            | 0              | 0              | 0              | 0              | 5                 | 0                 | 0                 | 0                 | 6     | 0     | 0      | 0            |
| G  |      | Garissone Innocent | Vannes OC                | National 2         | 10          | 0           | 1           | 0            | 0              | 0              | 0              | 0              | 0                 | 0                 | 0                 | 0                 | 10    | 0     | 1      | 0            |
| G  |      | Sergio Rico        | RCD Majorque             | LaLiga Santander   | 13          | 0           | 0           | 0            | 0              | 0              | 0              | 0              | 1                 | 0                 | 0                 | 0                 | 14    | 0     | 0      | 0            |
| D  |      | Teddy Alloh        | KAS Eupen                | Division 1A        | 12          | 0           | 1           | 0            | 0              | 0              | 0              | 0              | 2                 | 0                 | 1                 | 0                 | 14    | 0     | 2      | 0            |
| D  |      | Thierno Baldé      | Le Havre AC              | Ligue 2            | 31          | 0           | 0           | 0            | 0              | 0              | 0              | 0              | 0                 | 0                 | 0                 | 0                 | 31    | 0     | 0      | 0            |
| D  |      | Timothée Pembélé   | FC Girondins de Bordeaux | Ligue 1            | 26          | 1           | 3           | 0            | 0              | 0              | 0              | 0              | 2                 | 2                 | 0                 | 0                 | 28    | 3     | 3      | 0            |
| M  |      | Rafinha            | Real Sociedad            | LaLiga Santander   | 16          | 1           | 2           | 0            | 2              | 0              | 0              | 0              | 2                 | 0                 | 0                 | 0                 | 20    | 1     | 2      | 0            |
| M  |      | Pablo Sarabia      | Sporting CP              | Liga Portugal BWIN | 29          | 15          | 7           | 0            | 8              | 2              | 0              | 0              | 8                 | 4                 | 0                 | 0                 | 45    | 21    | 7      | 0            |
| A  |      | Arnaud Kalimuendo  | RC Lens                  | Ligue 1            | 34          | 12          | 1           | 1            | 0              | 0              | 0              | 0              | 3                 | 1                 | 0                 | 0                 | 37    | 13    | 1      | 1            |
| A  |      | Kenny Nagera       | SC Bastia                | Ligue 2            | 6           | 0           | 0           | 0            | 0              | 0              | 0              | 0              | 0                 | 0                 | 0                 | 0                 | 6     | 0     | 0      | 0            |
| A  |      | Kenny Nagera       | US Avranches             | National           | 12          | 0           | 0           | 0            | 0              | 0              | 0              | 0              | 0                 | 0                 | 0                 | 0                 | 12    | 0     | 0      | 0            |

### Onze de départ (toutes compétitions)
| \| No. \| Pos. \| Joueur \| Titulaire \| Notes \| \| --- \| ---- \| ------------------- \| --------- \| -------------------------------- \| \| 1 \| GB \| Keylor Navas \| 26 \| Gianluigi Donnarumma a 23 matchs \| \| 3 \| DC \| Presnel Kimpembe \| 41 \| Abdou Diallo a 36 matchs \| \| 5 \| DC \| Marquinhos \| 40 \| Sergio Ramos a 13 matchs \| \| 2 \| DD \| Achraf Hakimi \| 41 \| Thilo Kehrer a 34 matchs \| \| 25 \| DG \| Nuno Mendes \| 37 \| Juan Bernat a 16 matchs \| \| 18 \| MC \| Georginio Wijnaldum \| 38 \| Marco Verratti a 32 matchs \| \| 15 \| MD \| Danilo Pereira \| 37 \| Leandro Paredes a 22 matchs \| \| 27 \| MD \| Idrissa Gueye \| 33 \| Ander Herrera a 28 matchs \| \| 30 \| AiD \| Lionel Messi \| 34 \| Julian Draxler a 24 matchs \| \| 11 \| AiG \| Ángel Di María \| 31 \| Neymar a 28 matchs \| \| 7 \| AC \| Kylian Mbappé \| 46 \| Icardi a 30 matchs \| | Navas Marquinhos (C) Hakimi Kimpembe Mendes Gueye Pereira Wijnaldum Messi Di María Mbappé |                     |           |                                  |
| No. | Pos.                                                                                      | Joueur              | Titulaire | Notes                            |
| 1 | GB                                                                                        | Keylor Navas        | 26        | Gianluigi Donnarumma a 23 matchs |
| 3 | DC                                                                                        | Presnel Kimpembe    | 41        | Abdou Diallo a 36 matchs         |
| 5 | DC                                                                                        | Marquinhos          | 40        | Sergio Ramos a 13 matchs         |
| 2 | DD                                                                                        | Achraf Hakimi       | 41        | Thilo Kehrer a 34 matchs         |
| 25 | DG                                                                                        | Nuno Mendes         | 37        | Juan Bernat a 16 matchs          |
| 18 | MC                                                                                        | Georginio Wijnaldum | 38        | Marco Verratti a 32 matchs       |
| 15 | MD                                                                                        | Danilo Pereira      | 37        | Leandro Paredes a 22 matchs      |
| 27 | MD                                                                                        | Idrissa Gueye       | 33        | Ander Herrera a 28 matchs        |
| 30 | AiD                                                                                       | Lionel Messi        | 34        | Julian Draxler a 24 matchs       |
| 11 | AiG                                                                                       | Ángel Di María      | 31        | Neymar a 28 matchs               |
| 7 | AC                                                                                        | Kylian Mbappé       | 46        | Icardi a 30 matchs               |

### Récompenses et distinctions
Après George Weah en 1995, lauréat sous les couleurs du Paris Saint-Germain et de l'AC Milan, Lionel Messi remporte son 7e Ballon d'or le 29 novembre 2021 lors de la cérémonie au Théâtre du Châtelet à Paris. Lors de cette dernière, Nuno Mendes se classe 4e au classement du Trophée Raymond Kopa. Gianluigi Donnarumma remporte le Trophée Yachine récompensant le meilleur gardien de but de l'année, Keylor Navas lui se voit placé à la 8e position.

## Aspects juridiques et économiques

### Structure juridique et organigramme
Cette saison, le club du Paris Saint-Germain est toujours géré par Qatar Sports Investments, filiale de Qatar Investment Authority, le fonds d'investissement souverain de l’émirat du Qatar, propriétaire du club depuis 2011. Nasser al-Khelaïfi est donc toujours président et directeur général du club depuis l'arrivée de QSI dans le capital du club parisien, tout comme Jean-Claude Blanc, qui reste directeur général délégué du PSG.  Leonardo entame sa troisième au poste de directeur sportif, après avoir remplacé Antero Henrique le 14 juin 2019. L'ancien international brésilien avait déjà occupé ce poste entre 2011 et 2013.

## Maillots de la saison
Comme depuis la saison 2018-2019, le Paris Saint-Germain jouera avec quatre maillots différents. Si la grande majorité des clubs européens jouent avec trois maillots différents seulement, cette spécificité parisienne s'inscrit dans le cadre d'une collaboration commencée en 2018 entre le club parisien et Jordan, filiale de la marque Nike. Ce contrat court jusqu'en 2022 et s'étend sur trois saisons plus une optionnelle qui a été activée en 2021.

### Maillot domicile
Le Paris Saint-Germain a fêté les 50 ans de sa création en 2020. Pour l'occasion, le club avait choisi de rééditer le maillot Hechter, la tenue incontournable du club créée par le couturier et ancien président du club Daniel Hechter. Le maillot domicile de la saison 2020-2021 était donc similaire à celui de la saison 1973-1974. Principalement bleu, la tenue comportait une large bande rouge verticale au niveau du torse, encadrée par deux liserés blancs. Ce maillot historique, répondant au code couleur bleu-blanc-rouge-blanc-bleu dans le plus pure style Hechter, a fait la joie des supporters, très attachés à ce maillot, et a connu un grand succès.
Dévoilé officiellement en mai 2021, le maillot domicile pour cette saison 2021-2022 change radicalement par rapport à la saison précédente. Si un premier leak, qui avait fait son apparition quelques jours avant l'annonce officielle, comportait la fameuse bande “Hechter” chère aux supporters, la version finale est finalement sans bande verticale et entièrement bleu foncé. Sur ce nouveau maillot, le logo Jordan remplace celui de Nike (une première pour un maillot domicile) et la bande blanc-rouge-blanc se trouve reléguée au bout des manches et autour du cou. On retrouve la même bande sur le short dans un style se rapprochant de celui des shorts de basketball. Les premiers avis sont négatifs, ce maillot ne plaît pas aux internautes, fans ou pas du PSG. Le Collectif Ultras Paris, principal groupe de supporters du club, appelant même au boycott de ce maillot.

## Statistiques

### Bilan collectif
| Compétition           | Débute au tour   | Termine      | Matches joués | Gagnés | Nuls | Perdus | Buts pour | Buts contre | Différence |
| --------------------- | ---------------- | ------------ | ------------- | ------ | ---- | ------ | --------- | ----------- | ---------- |
| Trophée des champions | Finale           | Finaliste    | 1             | 0      | 0    | 1      | 0         | 1           | -1         |
| Ligue 1               | -                | Champion     | 38            | 26     | 8    | 4      | 90        | 36          | +54        |
| Ligue des champions   | Phase de groupes | 8e de finale | 8             | 4      | 2    | 2      | 15        | 11          | +4         |
| Coupe de France       | 1/32 de finale   | 8e de finale | 3             | 2      | 1    | 0      | 7         | 0           | +7         |
| Total                 | -                | -            | 50            | 32     | 11   | 7      | 112       | 48          | +64        |

### Statistiques des buteurs
|    | Buteur              | Ligue 1 | Coupe de France | Trophée des Champions | Ligue des Champions | Total |
| -- | ------------------- | ------- | --------------- | --------------------- | ------------------- | ----- |
| 1  | Kylian Mbappé       | 28      | 5               | 0                     | 6                   | 39    |
| 2  | Neymar              | 13      | 0               | 0                     | 0                   | 13    |
| 3  | Lionel Messi        | 6       | 0               | 0                     | 5                   | 11    |
| 4  | Mauro Icardi        | 4       | 1               | 0                     | 0                   | 5     |
| 5  | Danilo Pereira      | 5       | 0               | 0                     | 0                   | 5     |
| 6  | Marquinhos          | 5       | 0               | 0                     | 0                   | 5     |
| 7  | Ángel Di María      | 5       | 0               | 0                     | 0                   | 5     |
| 8  | Ander Herrera       | 3       | 0               | 0                     | 1                   | 4     |
| 9  | Idrissa Gueye       | 3       | 0               | 0                     | 1                   | 4     |
| 10 | Achraf Hakimi       | 4       | 0               | 0                     | 0                   | 4     |
| 11 | Georginio Wijnaldum | 1       | 0               | 0                     | 2                   | 3     |
| 12 | Sergio Ramos        | 2       | 0               | 0                     | 0                   | 2     |
| 13 | Julian Draxler      | 2       | 0               | 0                     | 0                   | 2     |
| 14 | Marco Verratti      | 2       | 0               | 0                     | 0                   | 2     |
| 15 | Thilo Kehrer        | 2       | 0               | 0                     | 0                   | 2     |
| 16 | Presnel Kimpembe    | 1       | 1               | 0                     | 0                   | 2     |
| 17 | Pablo Sarabia       | 1       | 0               | 0                     | 0                   | 1     |
| 18 | Leandro Paredes     | 1       | 0               | 0                     | 0                   | 1     |

Dernière mise à jour : 21 mai 2022

### Statistiques des passeurs
|    | Buteur                  | Ligue 1 | Coupe de France | Trophée des Champions | Ligue des Champions | Total |
| -- | ----------------------- | ------- | --------------- | --------------------- | ------------------- | ----- |
| 1  | Kylian Mbappé           | 17      | 0               | 0                     | 4                   | 21    |
| 2  | Lionel Messi            | 14      | 0               | 0                     | 0                   | 14    |
| 3  | Ángel Di María          | 7       | 0               | 0                     | 1                   | 8     |
| 4  | Neymar                  | 6       | 0               | 0                     | 1                   | 7     |
| 5  | Achraf Hakimi           | 6       | 0               | 0                     | 0                   | 6     |
| 6  | Georginio Wijnaldum     | 3       | 0               | 0                     | 0                   | 3     |
| 7  | Julian Draxler          | 1       | 0               | 0                     | 1                   | 2     |
| 8  | Nuno Mendes             | 1       | 1               | 0                     | 0                   | 2     |
| 9  | Marco Verratti          | 2       | 0               | 0                     | 0                   | 2     |
| 10 | Ander Herrera           | 1       | 0               | 0                     | 0                   | 1     |
| 11 | Édouard Michut          | 1       | 0               | 0                     | 0                   | 1     |
| 12 | Colin Dagba             | 0       | 1               | 0                     | 0                   | 1     |
| 13 | Xavi Simons             | 0       | 1               | 0                     | 0                   | 1     |
| 14 | Eric Junior Dina-Ebimbe | 0       | 1               | 0                     | 0                   | 1     |
| 15 | Abdou Diallo            | 1       | 0               | 0                     | 0                   | 1     |
| 16 | Leandro Paredes         | 1       | 0               | 0                     | 0                   | 1     |
| 17 | Idrissa Gueye           | 1       | 0               | 0                     | 0                   | 1     |
| 18 | Marquinhos              | 0       | 0               | 0                     | 1                   | 1     |
| 19 | Presnel Kimpembe        | 0       | 1               | 0                     | 0                   | 1     |

Dernière mise à jour : 21 mai 2022

### Statistiques individuelles
(Mis à jour le 17 avril 2022)
| Numéro | Nat. | Nom         | Championnat | Championnat | Championnat    | Championnat | Championnat  | Ligue des champions | Ligue des champions | Ligue des champions | Ligue des champions | Ligue des champions | Coupe de France | Coupe de France | Coupe de France | Coupe de France | Coupe de France | Trophée des champions | Trophée des champions | Trophée des champions | Trophée des champions | Trophée des champions | Total | Total       | Total          | Total  | Total        |
| Numéro | Nat. | Nom         | M.j.        | But inscrit | Passe décisive | Averti      | Carton rouge | M.j.                | But inscrit         | Passe décisive      | Averti              | Carton rouge        | M.j.            | But inscrit     | Passe décisive  | Averti          | Carton rouge    | M.j.                  | But inscrit           | Passe décisive        | Averti                | Carton rouge          | M.j.  | But inscrit | Passe décisive | Averti | Carton rouge |
| ------ | ---- | ----------- | ----------- | ----------- | -------------- | ----------- | ------------ | ------------------- | ------------------- | ------------------- | ------------------- | ------------------- | --------------- | --------------- | --------------- | --------------- | --------------- | --------------------- | --------------------- | --------------------- | --------------------- | --------------------- | ----- | ----------- | -------------- | ------ | ------------ |
| 1      |      | Navas       | 21          | 0           | 0              | 0           | 1            | 3                   | 0                   | 0                   | 0                   | 0                   | 1               | 0               | 0               | 0               | 0               | 1                     | 0                     | 0                     | 0                     | 0                     | 26    | 0           | 0              | 0      | 1            |
| 2      |      | Hakimi      | 34          | 4           | 6              | 3           | 1            | 8                   | 0                   | 0                   | 2                   | 0                   | 0               | 0               | 0               | 0               | 0               | 1                     | 0                     | 0                     | 0                     | 0                     | 43    | 4           | 6              | 5      | 1            |
| 3      |      | Kimpembe    | 30          | 1           | 0              | 6           | 0            | 7                   | 0                   | 0                   | 3                   | 0                   | 3               | 1               | 1               | 1               | 0               | 1                     | 0                     | 0                     | 0                     | 0                     | 41    | 2           | 1              | 10     | 0            |
| 4      |      | Ramos       | 12          | 2           | 0              | 1           | 1            | 0                   | 0                   | 0                   | 0                   | 0                   | 1               | 0               | 0               | 0               | 0               | 0                     | 0                     | 0                     | 0                     | 0                     | 13    | 2           | 0              | 1      | 1            |
| 5      |      | Marquinhos  | 32          | 5           | 0              | 5           | 0            | 8                   | 0                   | 1                   | 0                   | 0                   | 0               | 0               | 0               | 0               | 0               | 0                     | 0                     | 0                     | 0                     | 0                     | 40    | 5           | 1              | 5      | 0            |
| 6      |      | Verratti    | 24          | 2           | 2              | 12          | 0            | 5                   | 0                   | 0                   | 2                   | 0                   | 3               | 0               | 0               | 0               | 0               | 0                     | 0                     | 0                     | 0                     | 0                     | 32    | 2           | 2              | 14     | 0            |
| 7      |      | Mbappé      | 35          | 28          | 17             | 10          | 0            | 8                   | 6                   | 4                   | 1                   | 0                   | 3               | 5               | 0               | 0               | 0               | 0                     | 0                     | 0                     | 0                     | 0                     | 46    | 39          | 21             | 11     | 0            |
| 8      |      | Paredes     | 15          | 1           | 2              | 3           | 0            | 5                   | 0                   | 0                   | 3                   | 0                   | 2               | 0               | 0               | 0               | 0               | 0                     | 0                     | 0                     | 0                     | 0                     | 22    | 1           | 2              | 6      | 0            |
| 9      |      | Icardi      | 24          | 4           | 0              | 1           | 0            | 3                   | 0                   | 0                   | 0                   | 0                   | 2               | 1               | 0               | 0               | 0               | 1                     | 0                     | 0                     | 0                     | 0                     | 30    | 5           | 0              | 1      | 0            |
| 10     |      | Neymar Jr   | 22          | 13          | 6              | 10          | 0            | 6                   | 0                   | 2                   | 1                   | 0                   | 0               | 0               | 0               | 0               | 0               | 0                     | 0                     | 0                     | 0                     | 0                     | 28    | 13          | 8              | 11     | 0            |
| 11     |      | Di María    | 26          | 5           | 8              | 3           | 0            | 5                   | 0                   | 1                   | 0                   | 0                   | 0               | 0               | 0               | 0               | 0               | 0                     | 0                     | 0                     | 0                     | 0                     | 31    | 5           | 9              | 3      | 0            |
| 12     |      | Rafinha     | 5           | 0           | 0              | 0           | 0            | 0                   | 0                   | 0                   | 0                   | 0                   | 0               | 0               | 0               | 0               | 0               | 0                     | 0                     | 0                     | 0                     | 0                     | 5     | 0           | 0              | 0      | 0            |
| 14     |      | Bernat      | 15          | 0           | 0              | 2           | 0            | 0                   | 0                   | 0                   | 0                   | 0                   | 1               | 0               | 0               | 0               | 0               | 0                     | 0                     | 0                     | 0                     | 0                     | 16    | 0           | 0              | 2      | 0            |
| 15     |      | Danilo      | 27          | 5           | 0              | 3           | 0            | 7                   | 0                   | 0                   | 2                   | 0                   | 2               | 0               | 0               | 1               | 0               | 1                     | 0                     | 0                     | 1                     | 0                     | 37    | 5           | 0              | 7      | 0            |
| 16     |      | Rico        | 1           | 0           | 0              | 0           | 0            | 0                   | 0                   | 0                   | 0                   | 0                   | 0               | 0               | 0               | 0               | 0               | 0                     | 0                     | 0                     | 0                     | 0                     | 1     | 0           | 0              | 0      | 0            |
| 17     |      | Dagba       | 3           | 0           | 0              | 1           | 0            | 0                   | 0                   | 0                   | 0                   | 0                   | 3               | 0               | 1               | 1               | 0               | 0                     | 0                     | 0                     | 0                     | 0                     | 6     | 0           | 1              | 2      | 0            |
| 18     |      | Wijnaldum   | 31          | 1           | 3              | 2           | 0            | 5                   | 2                   | 0                   | 0                   | 0                   | 1               | 0               | 0               | 0               | 0               | 1                     | 0                     | 0                     | 0                     | 0                     | 38    | 3           | 3              | 2      | 0            |
| 19     |      | Sarabia     | 2           | 1           | 0              | 1           | 0            | 0                   | 0                   | 0                   | 0                   | 0                   | 0               | 0               | 0               | 0               | 0               | 0                     | 0                     | 0                     | 0                     | 0                     | 2     | 1           | 0              | 1      | 0            |
| 20     |      | Kurzawa     | 0           | 0           | 0              | 0           | 0            | 0                   | 0                   | 0                   | 0                   | 0                   | 0               | 0               | 0               | 0               | 0               | 1                     | 0                     | 0                     | 0                     | 0                     | 1     | 0           | 0              | 0      | 0            |
| 21     |      | Herrera     | 19          | 3           | 2              | 2           | 0            | 6                   | 1                   | 0                   | 1                   | 0                   | 2               | 0               | 0               | 1               | 0               | 1                     | 0                     | 0                     | 0                     | 0                     | 28    | 4           | 2              | 4      | 0            |
| 22     |      | Diallo      | 12          | 0           | 1              | 1           | 0            | 2                   | 0                   | 0                   | 0                   | 0                   | 1               | 0               | 0               | 0               | 0               | 1                     | 0                     | 0                     | 1                     | 0                     | 16    | 0           | 1              | 2      | 0            |
| 23     |      | Draxler     | 18          | 2           | 1              | 0           | 0            | 4                   | 0                   | 1                   | 0                   | 0                   | 1               | 0               | 0               | 0               | 0               | 1                     | 0                     | 0                     | 1                     | 0                     | 24    | 2           | 2              | 1      | 0            |
| 24     |      | Kehrer      | 27          | 2           | 0              | 0           | 0            | 3                   | 0                   | 0                   | 1                   | 0                   | 3               | 0               | 0               | 1               | 0               | 1                     | 0                     | 0                     | 1                     | 0                     | 34    | 2           | 0              | .3     | 0            |
| 25     |      | Mendes      | 27          | 0           | 1              | 3           | 0            | 8                   | 0                   | 0                   | 1                   | 0                   | 2               | 0               | 1               | 0               | 0               | 0                     | 0                     | 0                     | 0                     | 0                     | 37    | 0           | 1              | 4      | 0            |
| 27     |      | Gueye       | 26          | 3           | 1              | 4           | 0            | 7                   | 1                   | 0                   | 1                   | 0                   | 0               | 0               | 0               | 0               | 0               | 0                     | 0                     | 0                     | 0                     | 0                     | 33    | 4           | 1              | 5      | 0            |
| 28     |      | Dina-Ebimbe | 10          | 0           | 0              | 2           | 0            | 1                   | 0                   | 0                   | 0                   | 0                   | 2               | 0               | 1               | 0               | 0               | 1                     | 0                     | 0                     | 0                     | 0                     | 14    | 0           | 1              | 2      | 0            |
| 30     |      | Messi       | 26          | 6           | 15             | 0           | 0            | 7                   | 5                   | 0                   | 1                   | 0                   | 1               | 0               | 0               | 0               | 0               | 0                     | 0                     | 0                     | 0                     | 0                     | 34    | 11          | 15             | 1      | 0            |
| 31     |      | Bitshiabu   | 1           | 0           | 0              | 0           | 0            | 0                   | 0                   | 0                   | 0                   | 0                   | 2               | 0               | 0               | 0               | 0               | 0                     | 0                     | 0                     | 0                     | 0                     | 3     | 0           | 0              | 0      | 0            |
| 32     |      | Alloh       | 0           | 0           | 0              | 0           | 0            | 0                   | 0                   | 0                   | 0                   | 0                   | 0               | 0               | 0               | 0               | 0               | 0                     | 0                     | 0                     | 0                     | 0                     | 0     | 0           | 0              | 0      | 0            |
| 34     |      | Simons      | 6           | 0           | 0              | 1           | 0            | 0                   | 0                   | 0                   | 0                   | 0                   | 3               | 0               | 1               | 0               | 0               | 0                     | 0                     | 0                     | 0                     | 0                     | 9     | 0           | 1              | 1      | 0            |
| 35     |      | Gharbi      | 1           | 0           | 0              | 0           | 0            | 0                   | 0                   | 0                   | 0                   | 0                   | 2               | 0               | 0               | 0               | 0               | 1                     | 0                     | 0                     | 0                     | 0                     | 4     | 0           | 0              | 0      | 0            |
| 38     |      | Michut      | 4           | 0           | 1              | 0           | 1            | 0                   | 0                   | 0                   | 0                   | 0                   | 2               | 0               | 0               | 0               | 0               | 0                     | 0                     | 0                     | 0                     | 0                     | 6     | 0           | 1              | 0      | 1            |
| 39     |      | Bitumazala  | 1           | 0           | 0              | 0           | 0            | 0                   | 0                   | 0                   | 0                   | 0                   | 0               | 0               | 0               | 0               | 0               | 0                     | 0                     | 0                     | 0                     | 0                     | 1     | 0           | 0              | 0      | 0            |
| 40     |      | Franchi     | 0           | 0           | 0              | 0           | 0            | 0                   | 0                   | 0                   | 0                   | 0                   | 0               | 0               | 0               | 0               | 0               | 0                     | 0                     | 0                     | 0                     | 0                     | 0     | 0           | 0              | 0      | 0            |
| 50     |      | Donnarumma  | 16          | 0           | 0              | 3           | 0            | 5                   | 0                   | 0                   | 2                   | 0                   | 2               | 0               | 0               | 0               | 0               | 0                     | 0                     | 0                     | 0                     | 0                     | 23    | 0           | 0              | 5      | 0            |
| 60     |      | Letellier   | 1           | 0           | 0              | 0           | 0            | 0                   | 0                   | 0                   | 0                   | 0                   | 0               | 0               | 0               | 0               | 0               | 0                     | 0                     | 0                     | 0                     | 0                     | 1     | 0           | 0              | 0      | 0            |

## Affluence et télévision

### Retransmission télévisée
- Ligue 1 Uber Eats = Prime Video, Canal+ Sport, Canal+ Décalé
- Coupe de France = France Télévision, Eurosport 2
- Ligue des champions de l'UEFA = Canal+, RMC Sport, beIN Sports
- Trophée des champions = Prime Video
- Matchs Amicaux = PSG TV Premium, Chaîne Twitch du club, beIN Sports

## Autres équipes

### Équipes de jeunes
En novembre 2021, le PSG inaugure une académie de foot au Rwanda, dans le district de Huye, au sud du pays. L'objectif est d'accueillir et former 172 enfants, filles et garçons âgés de 6 à 16 ans, accompagnés par des entraineurs formés par le PSG.